# Zanomys hesperia
Zanomys hesperia är en spindelart som beskrevs av John Henry Leech 1972. Zanomys hesperia ingår i släktet Zanomys och familjen mörkerspindlar. Inga underarter finns listade i Catalogue of Life.